# Hyalonema globiferum
Hyalonema globiferum är en svampdjursart som beskrevs av Schulze 1904. Hyalonema globiferum ingår i släktet Hyalonema och familjen Hyalonematidae. Inga underarter finns listade i Catalogue of Life.